# Lezhu
Lezhu (kinesiska: 簕竹) är en köping i sydöstra Kina. Den ligger i Xinxing härad i staden Yunfu i provinsen Guangdong, omkring 130 kilometer väster om provinshuvudstaden Guangzhou. Antalet invånare är 12 781. Befolkningen består av 6 286 kvinnor och 6 495 män. Barn under 15 år utgör 19,0 %, vuxna 15-64 år 67 %, och äldre över 65 år 12,0 %.